# Pseudobatos planiceps
Pseudobatos planiceps é uma espécie de peixe da família Rhinobatidae.
Pode ser encontrada nos seguintes países: Chile, Equador, Peru e possivelmente na Nicarágua.
Os seus habitats naturais são: mar aberto e mar costeiro.